# الوحوش ضد الفضائيين (فلم)
الوحوش ضد الفضائيين (بالإنجليزية: Monsters vs. Aliens) فيلم أمريكي تم إنتاجه سنة 2009.
يتحدث الفيلم عن فتاة ارتطم بها نيزك فتحولت إلى عملاقة لذا تم احتجازها في مؤسسة سرية حيث التقت بمجموعة من الوحوش وبعد عدة أيام غزى الأرض فضائي، وتستدعى هذه الفتاة ومجموعة الوحوش لمحاربة هذا الفضائي.

## طاقم التمثيل
- ريس ويذرسبون
- سيث روغن
- هيو لوري

## وصلات خارجية
- الموقع الرسمي
- مقالات تستعمل روابط فنية بلا صلة مع ويكي بيانات